# Mittelmeer-Ackerschnecke
Die Mittelmeer-Ackerschnecke (Deroceras panormitanum) ist eine Nacktschnecke aus der Familie der Ackerschnecken. Früher war sie nur im Mittelmeerraum zu finden, heute schon in großen Teilen West- und Mitteleuropas. Man kann sie in Gärten, Parkanlagen, Feldern und im Ödland finden.

## Merkmale
Diese Mittelmeer-Ackerschnecke wird ausgestreckt 3 bis 4 cm lang (andere Autoren geben 2,5 bis 3,5 cm an). Der Mantel ist relativ groß und nimmt etwa ein 40 bis 45 % der Gesamtkörperlänge ein. Das Atemloch befindet sich im hinteren Teil des Mantels und ist im Gegensatz zu anderen Arten relativ klein. Die Randzone des Atemlochs ist durch eine hellere Farbe etwas gegen den Mantel abgesetzt. Beim ausgestreckten Tier reichen Kopf und Hals ungewöhnlich weit vor den Mantel. An der Oberseite des Fußes ist ein kurzer, abgestumpfter Kiel ausgebildet. Die Farbe ist äußerst variabel, sie variiert von hell- und dunkelbraun bis zu leicht rötlich. Gelegentlich kommen auch graubraune, graue bis fast schwarze Exemplare vor. Manchmal zeigt der Mantel auch ein schwaches Fleckenmuster. Die hellgraue bis cremefarbene Sohle weist meist dunklere Randzonen auf; lediglich bei sehr hellen Tieren ist die Sohle nahezu einheitlich hellgrau bis cremefarben. Die Tiere sind sehr aktiv und schlagen bei Reizung heftig mit dem Schwanz.

## Fortpflanzung
Die Mittelmeer-Ackerschnecke verfügt über nur eine Reproduktionszeit, in der sie sich mehrmals verpaart. Die Paarung dauert etwa eineinhalb Stunden, bei der das Vorspiel die längste Zeit einnimmt. Die Tiere schlagen dabei heftig mit dem Schwanz und beißen sich gegenseitig. Schon wenige Tage danach legt die Ackerschnecke mehrere Gelege ab, bei denen die Eizahl stark variiert. Mit zunehmendem Alter der Schnecke legt sie Gelege mit nur sehr wenigen Eier ab, bis die Eiablage völlig beendet wird. Selbstbefruchtung kommt ebenfalls vor, ist aber selten. Die Mittelmeer-Ackerschnecke kann schon etwa acht Wochen nach dem Schlupf ihre Geschlechtsreife erreichen. Die mittlere Generationszeit beträgt im Schnitt vier Monate. Daher können pro Jahr bis zu drei Generationen (häufiger nur zwei) gebildet werden.

## Vorkommen und Verbreitung
Die Mittelmeer-Ackerschnecke ist hauptsächlich im Kulturland, in Gärten, Parks, aber auch im Ödland zu finden. Sie kommt vor allem im Flachland und Hügelland vor. Die Nahrung besteht aus frischem Pflanzenmaterial und Früchten. Sie war ursprünglich, wie der Name andeutet, auf das Mittelmeergebiet von Spanien bis Griechenland beschränkt. In den 1970er Jahren wurde die Mittelmeer-Ackerschnecke auch nach Deutschland eingeschleppt und dehnt ihr Verbreitungsgebiet rasch aus. Das heutige Verbreitungsgebiet reicht im Westen bis nach Irland, den Britischen Inseln, West- und Nordfrankreich, die Benelux-Staaten, im Norden bis Schweden und Finnland (hier häufig in Gewächshäusern). Die Art ist heute auch in andere Erdteile verschleppt worden. In Australien ist sie fast in jedem Bundesstaat nachgewiesen. Auch in Neuseeland ist sie inzwischen weit verbreitet. In den USA wurde sie vor kurzem bei Washington D.C. nachgewiesen.

## Die Mittelmeer-Ackerschnecke in der Forschung
Seit vielen Jahren züchtet man am Staatlichen Naturkundemuseums Görlitz die Mittelmeer-Ackerschnecke zu Forschungszwecken. Es existieren drei verschiedene Farbmorphen:
- die natürliche Farbvariante
- Albinos, sie besitzen eine weiße, durchschimmernde Haut und unpigmentierte Augen.
- „Blackeye“, sie unterscheiden sich von den Albinos nur im Merkmal der Augen, die bei ihnen pigmentiert sind. Daher auch der Name.

Die letzten beiden Farbmorphen sind Mutanten und wurden im Naturkundemuseum für Forschungszwecke gezüchtet. Die Vererbung folgt den Mendelschen Gesetzen, wobei sich die braunen Farbmorphen dominant den anderen gegenüber verhalten. Die unpigmentierte Ackerschnecke vererbt sich rezessiv zu den Blackeye.
Die Mittelmeer-Ackerschnecke ist ein ideales Labortier, da sie unter Laborbedingungen einfach zu halten ist. Die Generationszeit beträgt im Schnitt vier Monate, was verhältnismäßig kurz ist. Dabei erlangt die Ackerschnecke schon etwa acht Wochen nach dem Schlupf ihre Geschlechtsreife und kann dann für die Versuche verwendet werden. Die Tiere lassen sich leicht verpaaren und können dabei gut beobachtet werden. Da viele Schnecken ihre eigenen Spermien zur Befruchtung ihrer Eier nutzen, kann man durch die Farbmorphen in vielen Fällen eine Selbstbefruchtung bei der Nachkommenschaft feststellen oder ausschließen.

## Systematik
Für diese Art existieren zwei Synonyme: Deroceras caruanae Pollonera, 1891 und Deroceras pollonerai (Simroth, 1889). Sie wurden noch 1985 als eigenständige Arten betrachtet. Wiktor (2000) hält die drei Arten für eine Art, eben Deroceras panormitanum Lessona & Pollonera, 1882.

## Die Mittelmeer-Ackerschnecke als Schädling
Die Mittelmeer-Ackerschnecke wird inzwischen in manchen Regionen Mitteleuropas als Schädling wahrgenommen und deren Bekämpfung empfohlen. In Neuseeland gilt die Art ebenfalls als Schädling.